# Supereroi - Battaglia senza fine
Supereroi - Battaglia senza fine (Superheroes: A Never-Ending Battle) è un documentario in tre puntate incentrato sulla storia dei fumetti, dalla prima apparizione di Superman fino ai giorni nostri. Il programma vede la partecipazione di Liev Schreiber in qualità di narratore e presenta le interviste a fumettisti statunitensi di fama internazionale e gli attori e registi che hanno portato sullo schermo i supereroi dei fumetti.

## Episodi

### Verità, giustizia e American Style
Il primo episodio mostra la storia dei fumetti dalle origini del primo supereroe, Superman, apparso sulle pagine di Action Comics n. 1, fino agli anni '50, raccontando le difficoltà incontrate dai fumettisti e le vicende da cui prendevano ispirazione.

### Grandi poteri, grandi responsabilità
Il secondo episodio è incentrato sull'impegno sociale svolto dai fumetti durante gli anni '60, '70 e '80 e sulle difficoltà incontrate dagli editori per le limitazioni imposte dalla Comics Code Authority.

### Un eroe in ognuno di noi
Il terzo episodio mostra l'aumento esponenziale della diffusione dei fumetti nella cultura e gli adattamenti cinematografici e televisivi dei fumetti, a partire dalle serie degli anni '60 fino ai blockbuster dei primi 2000.